# Teodoro Sánchez de Bustamante
Teodoro Sánchez de Bustamante (San Salvador de Jujuy, 9 de noviembre de 1778 - Santa Cruz de la Sierra, 11 de mayo de 1851) fue un abogado y político argentino, que participó en el Congreso de Tucumán, y estuvo entre quienes declararon la Independencia Argentina.

## Biografía
Teodoro Sánchez de Bustamante nació en la ciudad de San Salvador de Jujuy el 9 de noviembre de 1778, siendo el tercer hijo del matrimonio entre Manuel Domingo Sánchez de Bustamante y María Tomasa González de Araujo; era descendiente de Francisco de Argañaraz y Murguía, fundador de la ciudad de Jujuy.
Tras cursar sus estudios secundarios en Buenos Aires, se doctoró en leyes en la Universidad Mayor Real y Pontificia San Francisco Xavier de Chuquisaca en febrero de 1801. Fue fiscal de la Real Audiencia de Charcas y presidente de la Academia Carolina de Derecho hasta 1809, año en que participó en la revolución del 25 de mayo en esa ciudad. Fue comandante del "Cuerpo de Abogados", y tras la derrota huyó a Jujuy.
En 1810 fue elegido alcalde de primer voto del Cabildo de la ciudad de Jujuy, desde el cual apoyó la Revolución de Mayo. Fue asesor letrado del Cabildo y del Gobernador de Salta, en diciembre se lo nombró fiscal de los fueros civil y criminal de la Audiencia de Buenos Aires. En 1812 fue nombrado Fiscal de la cámara de apelaciones de Buenos Aires, pero  renunció por cuestiones de salud.
De regreso a Jujuy, el Cabildo lo nombró Asesor General, en cumplimiento de esa tarea, el 30 de julio de 1812 luego de una reunión urgente del Cabildo jujeño, solicitó al General Manuel Belgrano la atenuación del Bando que había dictado el día anterior.
Desde agosto de 1812, tras el Éxodo Jujeño, fue auditor de guerra del Ejército del Norte. En mayo de 1813 contrajo matrimonio con María Felipa Portal. Poco después participó en la segunda expedición auxiliadora al Alto Perú; fue secretario del Ejército del Norte durante los meses en que estuvo al mando de José de San Martín; participó también en la tercera campaña al Alto Perú.
En 1816 fue elegido diputado por su provincia para el Congreso de Tucumán, del que fue presidente durante el mes de junio; durante su mandato presentó una "nota de las materias de primera y preferente atención para las deliberaciones y discusiones del Congreso". Fracasó en acelerar la declaración de la independencia, que lograría su sucesor Francisco Laprida el 9 de julio, siendo Sánchez de Bustamante uno de los firmantes del Acta. En noviembre de 1818 fue elegido nuevamente presidente del Congreso, ya instalado en Buenos Aires.
Tuvo muchas intervenciones en las sesiones del Congreso, entre ellas las referidas a las relaciones con el Reino Unido de Portugal, Brasil y Algarve, que ocupaba la Banda Oriental. Fue uno de los redactores de la Constitución de 1819, y poco después fue elegido diputado por Santiago del Estero para el futuro Congreso Nacional, que nunca llegó a reunirse. Pretendió reemplazar al general Martín Miguel de Güemes —héroe de la Guerra Gaucha— como gobernador de Salta, pero fracasó en su intento.
En enero de 1820 fue el último presidente del Congreso, y después de la batalla de Cepeda fue arrestado por orden del gobernador Manuel de Sarratea. En enero del año siguiente fue elegido diputado por la Provincia de Buenos Aires al Congreso Federal que se estaba reuniendo en Córdoba a iniciativa de Juan Bautista Bustos, y que fracasó por presión porteña. Permaneció en Córdoba, al servicio de Bustos, hasta 1824, año en que regresó a Jujuy tras la muerte de su esposa.
Fue ministro de gobierno y hacienda del gobernador salteño Arenales. En 1825 fue gobernador interino de Salta durante la ausencia del titular, en campaña al Alto Perú; al regreso de Arenales contrajo matrimonio con Justa Otero. Desde noviembre de 1826  fue Teniente de Gobernador de Jujuy. Durante su mandato fundó una escuela Fundó una lancasteriana, reorganizó las comunicaciones con el Alto Perú, rehabilitando las postas del antiguo Camino Real, que habían quedado abandonadas durante la guerra de independencia. Realizó un viaje al río Bermejo junto al gobernador Arenales, con la intención de crear una carretera que uniera Salta y Orán.
Más tarde fue legislador provincial y apoyó la política de Gorriti, en apoyo de los unitarios. En 1829 fue presidente de la legislatura.
Al producirse la victoria federal de 1831, huyó a Bolivia, donde se radicó en Sucre y luego en Santa Cruz de la Sierra, donde fue el primer Rector del Colegio Nacional Florida. Allí falleció en el año 1851.
Sus restos descansan en la Catedral de Jujuy.